# Ragnar Ängeby
Ragnar Nils Yngve Ängeby, född den 18 juli 1945 i Lunds domkyrkoförsamling, Malmöhus län, är en svensk diplomat.
Ragnar Ängeby tog filosofie kandidat-examen vid Lunds universitet 1970. Han arbetade vid Lunds universitet 1969–1970 och på Sveriges exportråd 1970–1973. Han var handelsattaché på ambassaden i Moskva 1973–1975. Åren 1975–1978 tjänstgjorde han vid Handelsdepartementet och 1978–1982 vid Utrikesdepartementet (UD). Han var chef för biståndskontoret i Hanoi 1982–1983 och tjänstgjorde åter vid UD 1984–1987. Därefter var han ambassadråd vid ambassaden i Madrid 1987–1990 samt ambassadråd och minister vid ambassaden i London 1990–1994. Han var ambassadör i Bukarest 1994–1997. Han var sedan biträdande chef för UD:s idé och analysgrupp 1997–2002 samt chef för UD:s sekretariat för konfliktförebyggande 1999–2004. Ängeby tjänstgör sedan 2004 vid Folke Bernadotteakademin.